# هانس-یورگن دورنر
هانس-یورگن دورنر (به آلمانی: Hans-Jürgen Dörner) زادهٔ ۲۵ ژانویهٔ ۱۹۵۱  - درگذشتهٔ ۱۹ ژانویهٔ ۲۰۲۲) بازیکن فوتبال و هافبک اهل آلمان شرقی بود که از سال ۱۹۶۹ میلادی عضو تیم ملی فوتبال آلمان شرقی بوده‌است. وی در ۱۰۰ بازی ملی حضور داشته و در بازی‌های ملی‌اش ۹ گل به ثمر رساند. هانس-یورگن دورنر آخرین بازی ملی خود را در سال ۱۹۸۵ میلادی انجام داد.